# Camembert
Il camembert (/kamɑ̃ˈbɛːʁ/, ) è un formaggio francese a pasta molle e crosta fiorita prodotto in Normandia, considerato uno degli emblemi gastronomici della Francia.

## Origine
L'origine del camembert risale alla fine del XVII secolo. Infatti, già dal 1680 si possono trovare documenti con riferimenti ai formaggi caratteristici del comune di Camembert, il villaggio d'origine e da cui prende il nome il formaggio. Nel 1708 Thomas Corneille gli consacrò un articolo nel suo Dictionnaire Universel Géographique et Historique. Tuttavia, è solo nel 1791 che viene messa a punto la tecnica di fabbricazione del camembert grazie all'opera di Marie Harel, una contadina del villaggio di Camembert, e ai consigli esperti di un prete originario della Brie.
Il Camembert è un formaggio a base di latte di mucca "crudo" (il latte non deve mai essere riscaldato a più di 37 gradi). È un formaggio a pasta molle con crosta fiorita e di colore bianco. Ha forma rotonda, peso di circa 250 g ed è prodotto con circa 2 litri di latte. È venduto obbligatoriamente in scatole di legno di pioppo.

## Degustazione
Il suo periodo di degustazione ottimale va da aprile ad agosto dopo un periodo di stagionatura che va da 6 a 8 settimane, ma è anche eccellente da marzo a novembre. Il camembert è caratterizzato anche per il suo pungente odore.

## Fabbricazione

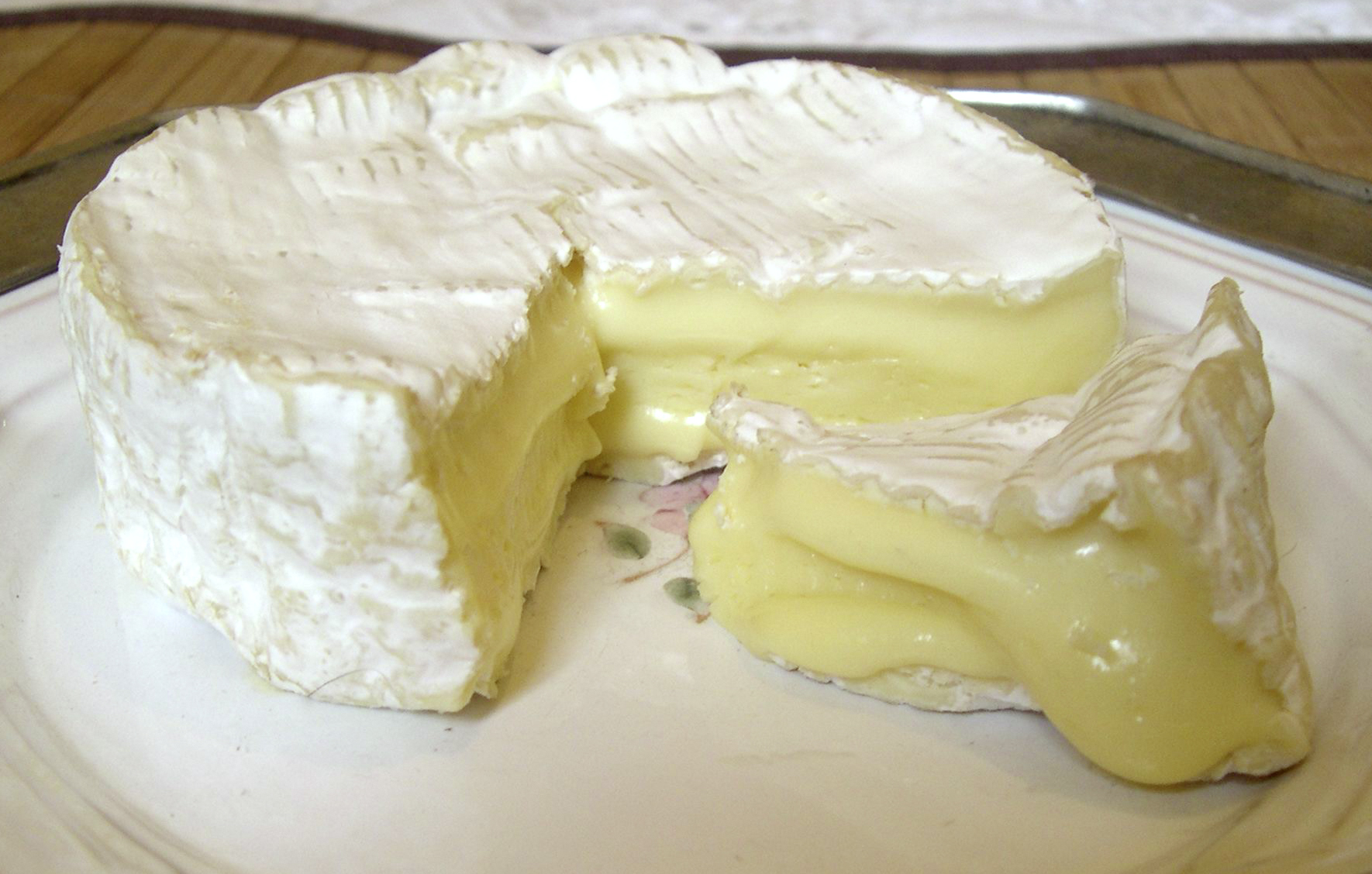
Camembert di Normandia

La fabbricazione segue una procedura tradizionale, adatta anche alla produzione in casa. Si inocula il latte vaccino riscaldato a 36-37 °C con batteri mesofili, quindi si aggiunge il caglio e si lascia coagulare. La cagliata viene poi tagliata ogni centimetro o poco più, salata e trasferita nelle caratteristiche forme circolari da 10-12 cm di diametro, e queste vengono ribaltate ogni sei/dodici ore per permettere al siero di uscire del tutto. Dopo 48 ore ogni forma contiene una massa solida cilindrica piatta, del peso di circa 350 grammi. A questo punto il formaggio fresco è duro, friabile e di sapore tenue.
La superficie di ogni forma è poi spruzzata con una sospensione acquosa di muffa Penicillium camemberti (altrimenti detto Penicillium candidum) e il formaggio è lasciato a maturare per almeno tre settimane. Il processo di maturazione produce la crosta bianca setosa e la cremosità interna, caratteristiche di questo prodotto. Quando sufficientemente maturo, si avvolge in carta oleata e si mette nelle scatole per il trasporto.

## Tipi di camembert
A seconda delle tecniche di macerazione o della presenza di operazioni aggiuntive si hanno diverse varietà di Camembert:

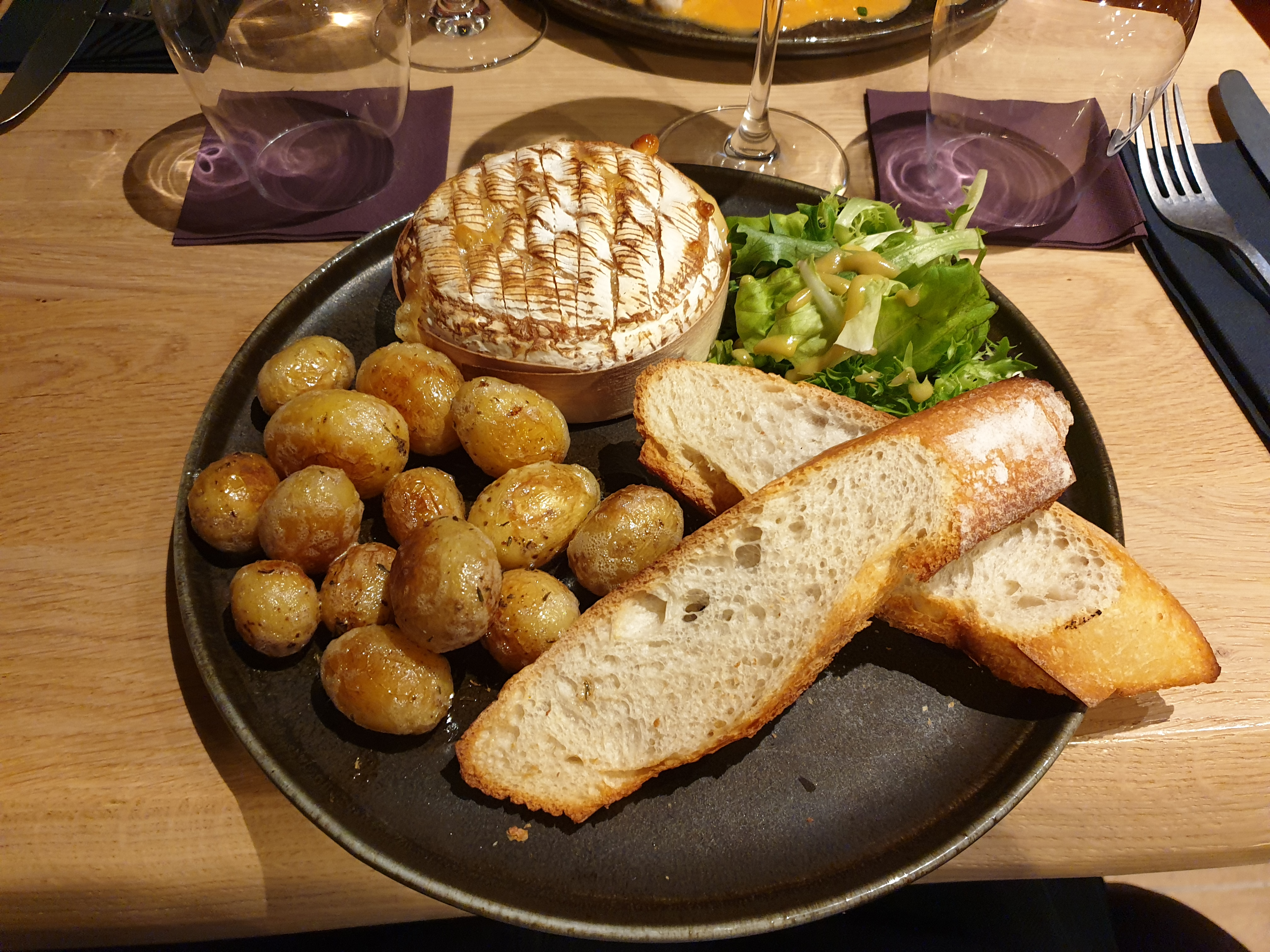
Camembert arrostito e i suoi accompagnamenti.

- Camembert di Normandia, l'unico che possiede il marchio AOC dal 1983. Dal 1996 il Camembert di Normandia è riconosciuto al livello europeo con la denominazione di origine protetta (DOP, AOP in lingua francese).[2]
- Camembert al Calvados. Si tratta di una variante del Camembert cui viene tolta la crosta prima di essere messo a macerare nel calvados. Questa procedura rende il formaggio particolarmente saporito e gli conferisce un tipico aroma di frutti. Il Camembert al Calvados è una delle specialità regionali della Normandia.
- Camembert fermier. Questo tipo prevede una fabbricazione totalmente artigianale. Il suo periodo di degustazione ottimale va da maggio a ottobre, dopo una maturazione di 35 giorni, ma è eccellente anche negli altri mesi dell'anno. Attualmente resta solo un fabbricante di Camembert fermier, il caseificio di François Durand a Camembert[3]
- Camembert stagionato al sidro. Questo tipo di Camembert ha la particolarità di essere messo a macerare 15 giorni nel sidro di mele; in questo modo acquista l'inconfondibile profumo di mele che lo caratterizza.